# Mir-2
 (mai 2010).
Si vous disposez d'ouvrages ou d'articles de référence ou si vous connaissez des sites web de qualité traitant du thème abordé ici, merci de compléter l'article en donnant les références utiles à sa vérifiabilité et en les liant à la section « Notes et références ».

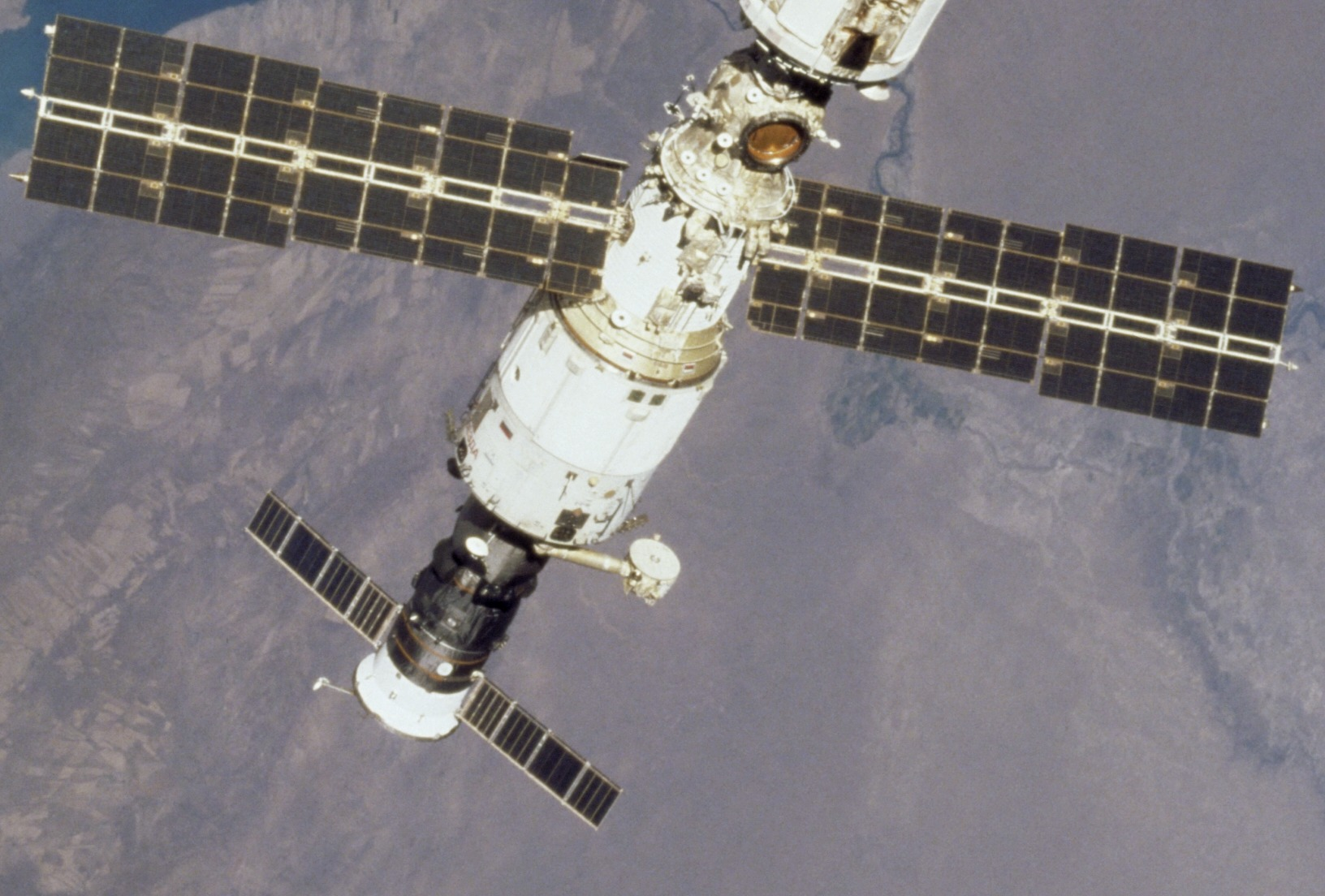
Module de base de Mir-2, Zvezda, avec le vaisseau Progress M1-3.

Mir-2 est un projet soviétique de station spatiale commencé en février 1976. Certains des modules construits pour Mir-2 ont été incorporées dans la Station spatiale internationale (ISS).

## Histoire du projet
Le projet de station spatiale Mir-2 a subi de nombreux changements, mais a toujours reposé sur le module central DOS-8, construit comme le noyau de Mir DOS-7. Le module de base DOS-8 a finalement été utilisé comme module de l'ISS et nommé Zvezda. Sa lignée remonte à la conception des stations spatiales Saliout.

### De 1981 à 1987: KB SalioutMir-2
Le prototype du module central est Polious.
La plupart de la production d'électricité est fournie par des panneaux solaires montés sur un tunnel d'accueil possédant deux degrés de liberté pour suivre le Soleil. Les radiateurs sont montés à l'ombre des cellules solaires. Un supplément d'électricité est fourni par un système solaire dynamique. Le concentrateur de ce système était monté sur un rail autour du corps du module central, permettant au concentrateur de suivre le Soleil. Le mouvement de la masse du concentrateur aurait été compensée par le mouvement de la masse du bras d'amarrage.
Le bras d'amarrage aurait été utilisé pour déplacer les modules de la baie de la navette Bourane, qui pourraient accoster à un adaptateur spécial monté à l'extrémité de l'un des modules. Bourane aurait donc été en mesure de s'amarrer à l'adaptateur sur le bout du tunnel d'accueil, mais il a conservé que les opérations normales seraient soutenus par de grandes capsules spatiales.
Ces capsules étaient des capsules VA du vaisseau TKS.
Seul le noyau central, les panneaux solaires et le tunnel d'accueil auraient dû être lancés par la fusée Energia. Tous les autres composants pourraient être lancés par la fusée Proton et le fonctionnement de la station spatiale KB Salyut Mir-2 ne dépendrait pas de la réussite d'Energia ou de Bourane. Mir-2 est capable de s'amarrer à au moins quatre modules en fonctionnement normal.

### 14 décembre 1987: NPO EnergiaMir-2
Après les instructions de 1983, visant à étendre la conception de Mir-2, NPO Energia a ajouté une poutre transversale à la station, similaire à la poutre de la station spatiale américaine Freedom (aujourd'hui incluse dans l'ISS avec la poutre grandement modifiée). Cela permettrait à un nombre beaucoup plus grand de panneaux solaires pouvant être installés. Cette configuration initiale a été nommée OSETS (Orbital Assembly and Operations Centre). L'avant-projet de cette station considérablement élargi a été approuvé par Youri Semenov, chef de NPO Energia, le 14 décembre 1987 et a été annoncé à la presse en tant que « Mir-2 » en janvier 1988. La station serait positionnée sur une orbite à 65 degrés d'inclinaison et se compose principalement d'énormes modules de 90 tonnes. La station serait construite selon le plan suivant :
- lancement 1 : DOS-8, fournit un logement pour l'équipage, mis en orbite par une fusée Proton ;
- lancement 2 : module de 90 tonnes, lancé par la fusée Energia ;
- lancement 3 : ossature et panneaux solaires ;
- lancements 4 à 6 : modules de 90 tonnes, lancés par la fusée Energia.

Comme dans la version KB Saliout, cette station serait visitée par Bourane mais surtout ravitaillée par des capsules spatiales. La construction de la station devait commencer en 1993.

### 1991: «Mir-1.5»
Quand l'Union soviétique s'est désintégrée, les plans de cette station ont été revus à la baisse. En 1989, la poursuite des travaux sur le module Zarya a été arrêtée. En 1991, les modules Energia étaient supprimés et la réduction drastique « Mir 1,5 » était à l'étude. Il s'agissait du lancement du module central DOS-8 par une fusée Proton. Ensuite la navette Bourane aurait attrapé le module afin de le remorquer jusqu'à l'ancien module DOS-7 (le module central de Mir) afin de l'y amarrer.
Ce plan a été modifié vers la fin de l'année : DOS-8 devait être lancé sur la même orbite que DOS-7 pour faciliter l'amarrage entre les deux modules. Ceux-ci seraient restés attachés pendant deux ans puis DOS-7 aurait été désorbité. Entre-temps, Bourane aurait amené un prototype de module de biotechnologie de production commerciale de produits pharmaceutiques en apesanteur, deux autres modules commerciaux puis la poutre supportant les panneaux solaires.

### 24 novembre 1992: «Mir-2»
Le programme Bourane étant pratiquement annulé, la station a encore été réduite. Mir-2 est retourné à son orbite initialement prévue à 65 degrés, et serait monté et exploitée séparément de Mir. Elle serait désormais composée du module DOS-8 de base, et une poutre appelé la NEP (Science Power Platform).
Quatre modules de trois à quatre tonnes sont prévus :
- un module d'amarrage avec le système d'amarrage universel APDS androgyne, et un sas latéral ;
- un module sur les ressources équipé des systèmes d'orientation de la station et un port d'amarrage pour les vaisseaux Soyouz ou Progress ;
- un module de technologie avec des expériences sur les matériaux ;
- un module de biotechnologie.

### Novembre 1993:Mir-2incluse dans l'ISS
Le segment orbital russe de la Station spatiale internationale (ISS) est constituée des modules suivants :
- le module FGB Zarya, dérivé du vaisseau TKS, le premier élément de l'ISS à être lancé (en 1998) ;
- le module Zvezda, c'est le module DOS-8, lancé en 2000 ;
- le compartiment d'amarrage Pirs, lancé en 2001 ;
- le compartiment d'amarrage Poisk, lancé en 2009 ;
- le compartiment d'amarrage Rassvet, lancé en 2010.